# Поцили
Поцили (итал. Pozzilli) је насеље у Италији у округу Изернија, региону Молизе.
Према процени из 2011. у насељу је живело 1778 становника. Насеље се налази на надморској висини од 239 м.

## Становништво
| 1931. | 1936. | 1951. | 1961. | 1971. | 1981. | 1991. | 2001. | 2011. |
| ----- | ----- | ----- | ----- | ----- | ----- | ----- | ----- | ----- |
| 1.832 | 1.901 | 2.009 | 1.873 | 1.788 | 2.022 | 2.017 | 2.201 | 2.275 |